# 米尔-贾法尔·巴吉罗夫
米尔-贾法尔·阿巴斯奥卢·巴吉罗夫（1895年9月5日（格里历：9月17日）—1956年5月26日）阿塞拜疆人，苏联党和国家领导人。曾任阿塞拜疆共产党第一书记、阿塞拜疆苏维埃社会主义共和国部长会议主席。他也是贝利亚的心腹之一，参与阿塞拜疆的大清洗运动，贝利亚倒台后被枪决。由于他在阿塞拜疆推行的血腥镇压政策，使他被称为“阿塞拜疆的贝利亚”。

## 生平
- 1895年9月5日（格里历：9月17日）出生于沙俄巴库省库巴的一个阿塞拜疆什叶派穆斯林家庭。他的名字是一个穆斯林风格的前缀Mir，代表以……的名义存在。有时，他本人在填写调查表时，不愿在无神论状况下宣传自己的伊斯兰圣裔血统，只写了部分名称“Jafar”。
- 巴吉罗夫的社会背景还不完全清楚。在1922年的一份调查表中，他父亲和祖父的职业写的是“农民，无产者”。巴吉罗夫在1923年的自传中写道，他出生在“最贫穷的家庭”。在1937年前的记录中，他用“贫农”一词填写了父母主要职业。巴吉罗夫仅在一份调查表中指出，他的母亲是一位贵族的女儿。1954-1955年在巴吉罗夫案中得到的证词证明他是“库巴地区最大的伊玛目”的儿子。[3]
- 1907年以前，伊斯兰经堂学校学习古兰经，波斯语言文学。随后前往库巴小学学习，1913年毕业。同年丧父，随后被迫辍学。
- 1913年-1915年，在省政府资助下前往彼得港（现马哈奇卡拉）进行两年制教师培训。毕业后成为阿塞拜疆的小学教师。
- 根据苏联大百科全书（第二版）的记载，巴吉罗夫自1915年起参加革命工作。他自称1917年3月在库巴加入俄国社会民主工党（布）。但在1920年11月重新登记组织信息时，他填写的是1918年6月在巴库加入俄共（布）。巴吉罗夫究竟于何时加入共产党至今尚未有明确定论。
- 二月革命后，历任库巴犹太人社区人民委员，库巴市革命委员会副主席。
- 十月革命后，参与阿塞拜疆地区苏维埃政权的建立，并加入亚美尼亚革命联盟部队，参加针对阿塞拜疆平民的屠杀。
- 1918年-1920年，苏俄红军政委。其间，1919年，担任红军290团团长。参加在阿斯特拉罕地区平叛和米列罗沃地区抵抗白军的战斗。
- 1920年4月-1921年2月，卡拉巴赫地区革命委员会副主席，第二步枪团团长，阿塞拜疆步枪师政委助理，该师革命军事法庭庭长，红军第11军革命军事法庭副庭长。期间平定了舒沙的叛乱。
- 1921年2月-1926年7月，阿塞拜疆苏维埃社会主义共和国人民委员会理事会常务委员会主席。其间，1921年4月-1922年3月，外高加索铁路人民委员。1921年5月-1927年5月，阿塞拜疆内务人民委员。期间结识了贝利亚，并与之结成紧密的政治联盟关系。
- 1926年9月-1927年5月，阿塞拜疆苏维埃社会主义共和国人民委员会副主席，阿塞拜疆国家政治保卫总局主席。
- 1927年5月-1929年9月，外高加索社会主义联邦苏维埃共和国水利部部长，农业合作社主席。
- 1929年9月-1930年8月，阿塞拜疆国家政治保卫总局主席。有人认为，这次调动受到了贝利亚的影响。任职由于斯大林强制推行农业集体化政策，导致很多农民不满。他们组建了游击武装反抗集体化。巴吉罗夫率领政治保卫局部队进行了残酷的镇压。后因为“毫无原则的团体斗争”被撤职。
- 1930年8月-1931年，联共（布）中央高级党校学习。
- 1932年10月-1933年12月，阿塞拜疆人民委员会主席。
- 1933年12月-1934年1月，联共（布）外高加索社会主义联邦苏维埃共和国党委第三书记。
- 1933年12月-1953年4月，阿共（布）中央第一书记。1933年12月-1950年兼任阿共（布）巴库市委第一书记。
- 斯大林逝世后，苏共中央全体会议，苏联部长会议，苏联最高苏维埃主席团举行联席会议，任命贝里亚为苏联部长会议第一副主席和苏联内务部部长。巴吉罗夫也成为了苏共中央主席团的候补成员。同年4月6日召开的阿共十九届四中全会上，巴吉罗夫不再担任阿共中央第一书记的职务。
- 1953年4月6日-1953年7月，阿塞拜疆苏维埃社会主义共和国部长会议主席。
- 1953年6月26日，贝利亚遭逮捕并处决。7月，巴吉罗夫赴莫斯科参加苏共中央七月全会。他并不知道贝利亚被处决的消息，并且一直询问他的下落。直到7月3日早上，赫鲁晓夫才告知他贝利亚遭处决的消息。在会议上，巴吉罗夫也批评了贝利亚的行为。“贝里亚这个变色龙是我们党和人民最大的敌人，他非常狡猾，以至于我个人认识他已有30多年了，直到被中央委员会主席团曝光之前，我一直没看到他的本来面目。他藏得很深，我无法解释，因为我们党过分的轻信他的谎言。共产主义者对需要对这种投机分子保持警惕。这对我来说也是一门严肃的课。”[4]
- 7月7日，巴吉罗夫被开除出中央主席团和中央委员会。20日，不再担任阿塞拜疆苏维埃社会主义共和国部长会议主席，并被开除出阿共中央委员会。
- 10月，苏联石油部苏联石油工业部古比雪夫公司副主席。10月29日，作为贝利亚案的证人出庭接受讯问。
- 1954年3月13日，开除党籍并被逮捕。
- 1956年4月26日，苏联最高法院军事审判庭指控巴吉罗夫与其他被告一起犯有“参加叛国集团并实施对苏联公民的恐怖屠杀”的罪行，判处巴吉罗夫死刑。他的家人和阿塞拜疆的前领导人致信苏联最高苏维埃请求赦免，但遭到拒绝。5月26日，巴吉罗夫在巴库被执行死刑，终年60岁。[5]这场判决也标志着去斯大林化在阿塞拜疆的开始。

巴吉罗夫是联共（布）17-18大，第18次代表会议，苏共19大代表；第18届中央政治局候补委员，第19届中央主席团候补委员；第17届中央候补委员、中央委员，第18-19届中央委员；第1-3届苏联最高苏维埃联盟院代表。除了阿塞拜疆语外，他还精通俄语和列兹金语。

## 巴吉罗夫时期阿塞拜疆的社会经济发展

### 工业化
阿塞拜疆作为苏联工业和能源基地的形成和发展开始于巴吉罗夫时期。在此期间，许多企业和新兴工业城市出现。比如苏姆盖特，明盖恰乌尔，阿里拜拉姆雷（希尔万），达什凯桑等。
1939年，大型水力设施萨穆尔－迪维琴斯基运河开始修建。该工程由库巴区的集体农庄农民建议，在短短6个月内完成。到1940年4月，这条100公里长的运河第一阶段的建设使灌溉6.7万公顷的土地成为可能。由于出色地完成萨穆尔－迪维琴斯基运河的建设，巴吉罗夫于同年4月27日获得了劳动红旗勋章。以该运河的建设为例，在哈塞克地区建造了11.5公里的Kapuchai-Dzegam运河，在纳希切万自治州建造了64公里的Arazdayan-Norashen运河... 从1937年到1940年，阿塞拜疆的灌溉土地面积从65.61万公顷增加到72.6万公顷，播种面积从1937年的110.90万公顷增加至1940年的112.4万公顷。
从1933年到1950年，巴吉罗夫一直担任联共（布）巴库市委第一书记。到1950年代，巴库的面积不断扩大，许多大型建筑也建成：政府大楼，斯大林体育场，巴吉罗夫大桥等等。1938年，苏联科学院阿塞拜疆分院也建立了。
战后时期的经济政策是根据1946年至1950年恢复和发展共和国国民经济的“四五计划”确定的，该计划于1946年8月在阿塞拜疆最高苏维埃第八次会议上通过，然后由1950-1955年的五五计划确定。这时，发展了新的工业部门：化学，有色金属工业和有色冶金，建立了新的火电和水力发电厂，开始开采里海的海上石油，扩大轻工业和食品工业的生产。

### 科学文化领域
巴吉罗夫对苏联史学界研究19世纪高加索战争产生了显着影响。在他的文章“关于穆里德主义和沙米尔运动性质的问题”中，他写道，俄罗斯入侵高加索具有进步的意义，而伊玛目·沙米尔则是外国间谍。不久，这种观点开始占主导地位，尽管在此之前相反的观点盛行。
1951年，在阿塞拜疆作家大会的建议下，发起了一场批判乌古斯史诗科尔库特之书的运动。在1952年举行的苏共十九大上，巴吉罗夫以严厉的批评抨击这部史诗，称其为“反动，反人民的书，充满民族主义和泛伊斯兰主义的恶臭气氛”。早些时候，在阿塞拜疆共产党第十八次代表大会上，他“揭露”了这这部史诗的性质，他说：“科尔库特之书”不是一部民间史诗，这本书自始至终都赞扬了作为劫匪和杀人犯来到阿塞拜疆的乌古斯游牧部落的统治精英。该书充满了民族主义的毒药，它针对的是信仰其他宗教的非穆斯林，主要是针对兄弟的格鲁吉亚和亚美尼亚人民。”

### 关于纳卡问题
在亚美尼亚的阿塞拜疆人也把巴吉罗夫当做他们的领袖。当他们向巴吉罗夫求助时，他时常会敦促亚美尼亚的党组织满足他们的愿望。当时亚美尼亚要求阿塞拜疆把纳戈尔诺-卡拉巴赫州划归亚美尼亚。但巴吉罗夫坚决拒绝。在他1945年给马林科夫的信件中写道“他们不反对将纳卡州划归亚美尼亚，但作为回报，他提议将主要由阿塞拜疆人居住的亚美尼亚的Azizbeyov，Veda和Karabaglar州划归阿塞拜疆。”此后，该问题被长期搁置。

### 大清洗
巴吉罗夫在任阿塞拜疆第一书记期间积极推动斯大林的肃反工作，在阿塞拜疆制造恐怖氛围。几十万人被指控为富农、托派、反苏分子、穆萨瓦特分子，其中十多万人被处决。其余则被判处流放。（根据苏联1939年的人口普查数据，阿塞拜疆也只有320万人口。）全国党政机关，教育、司法等部门几乎全都受到牵连，大部分工作人员都遭处决。在迎合斯大林的个人崇拜的同时，阿塞拜疆也兴起了对巴吉罗夫的个人崇拜。当时的政府官员对巴吉罗夫唯恐避之不及，担心自己受到牵连。他还拥有一个有三四十人组成的安保队伍来保卫他的安全，每年预算100万卢布。阿塞拜疆的很多公共场所都以他的名字命名，他的雕像，标准像也被安放在各大城市，他的形象也出现在许多革命历史题材的电影中。时人称之为“阿塞拜疆的斯大林”和“阿塞拜疆的贝利亚”。 

### 卫国战争期间
1941年8月，为保证西方援助苏联物资通道的安全，英苏入侵伊朗。分别占领伊朗南北部。随后苏联在伊朗北部扶持了亲苏政府。由于伊朗有数千万阿塞拜疆人，巴吉罗夫在那里以“阿塞拜疆的统一者”的身份树立自己的个人崇拜。
1944年，在苏联国防委员会马哈奇卡拉会议上，因为苏联政府怀疑库梅克人叛国投敌，建议将他们流放西伯利亚。巴吉罗夫为库梅克人辩护，反对将他们流放。

## 荣誉
- 五次列宁勋章
- 一级卫国战争勋章
- 红旗勋章
- 劳动红旗勋章
- 克格勃“荣誉国家安全官”称号